# Anura Kumara Dissanayaka
Anura Kumara Dissanayaka, né le 24 novembre 1968 à Thambuththegama, est un homme d'État sri-lankais. Il est Président de la République du Sri Lanka depuis le 23 septembre 2024. 
Dirigeant du Front de libération du peuple depuis 2014, il fonde la coalition Pouvoir populaire national en 2019, et arrive au devant de la scène lors de la crise politique de 2022 grâce à ses positions populistes de gauche. À l'issue de l'élection présidentielle de septembre 2024, il est élu Président de la république démocratique socialiste du Sri Lanka et nomme Harini Amarasuriya Première ministre.

## Biographie
Anura Kumara Dissanayaka est né le 24 novembre 1968 à Thambuththegama dans une famille paysanne,.
Il a été le premier élève de son collège à rejoindre l'université, dont il sort diplômé en sciences. Proche des milieux de gauche durant ses études, il échappe  aux escadrons de la mort, caché par un de ses professeurs, dans un contexte insurrectionnel au Sri-Lanka.
En 2014, Anura Kumara Dissanayaka prend la tête du Front de libération populaire, d'obédience marxiste. Il entreprend alors de laver l'image de son parti encore entaché par les insurrections sanglantes des années 1970 et 1980, s'excuse pour les exactions commises, et promet qu'il renonce définitivement aux armes. Il est présenté par les médias comme marxiste, néo-marxiste ou « gauchiste ».
Il fonde en 2019 une large coalition du nom de Pouvoir populaire national pour rassembler autour de son parti de multiples organisations politiques, syndicales, féministes et de jeunesse et personnalités issues de la société civile. 
Cependant, il reste en marge de la politique nationale. Lors de l'élection présidentielle de 2019, il obtient seulement 3 % des suffrages, et lors des élections parlementaires de 2020, son alliance obtient seulement 3 députés. 
Celui qu'on surnomme AKD perce au moment de l'Aragalaya, la crise politique de 2022. Avec son parti, il joue un rôle actif dans le mouvement de contestation contre le clan Rajapaksa au pouvoir, l'inflation et les pénuries dues à la crise économique de 2021. Ils organisent des manifestations quotidienne et des grèves, et sont propulsés au devant de la scène politique comme principale force politique de la contestation et du changement.
Lors de l'élection présidentielle de 2022, Anura Kumara Dissanayaka est candidat du Front de libération populaire et du Pouvoir populaire national, mais le suffrage se déroulant exceptionnellement par vote des parlementaires, Dissanayaka ne récolte que les voix des trois députés de son parti.

### Élection présidentielle de 2024
Pour l'élection présidentielle de 2024, Anura Kumara Dissanayaka est de nouveau candidat à la tête de la coalition de gauche avec le Pouvoir populaire national. AKD incarne une promesse d'alternance et de renouvellement de la classe politique. Il propose un changement de système contre les élites de l'ancien régime qui se relaient le pouvoir depuis l'indépendance de 1948 et seraient à l'origine de la crise économique.
Au premier plan de ses discours, la lutte contre la corruption qui gangrène le pays. Le chef du parti marxiste a néanmoins adouci et recentré les positions radicales de son organisation et s'est rallié à l'économie de marché, affirmant ne pas vouloir révolutionner l'économie du pays, qui serait trop fragile pour le supporter. Pour développer le pays, il promet alors de redynamiser la croissance économique en offrant à la production, à la recherche et à l'investissement privé un cadre politique et fiscal plus favorable, tout en continuant d'assurer le remboursement de la dette nationale. Parallèlement, afin de soulager les finances des ménages et dans une idée de justice fiscale, il souhaite réduire les impôts pour les pauvres, abaisser, voire supprimer la TVA sur les produits essentiels, et mettre fin aux exonérations fiscales des riches. Il promet également d'établir une protection sociale et la gratuité des services de santé et d'éducation. Condition de la fin de l'austérité, le candidat du JJB promet de coopérer avec le Fond monétaire international (FMI) pour renégocier et amender certains termes du contrat de prêt d'urgence. Il affiche d'autre part des vœux d'harmonie, d'inclusivité et de réconciliation entre communautés religieuses. Enfin, il promet de dissoudre le parlement dès les 45 premiers jours de sa présidence afin d'acquérir une légitimité parlementaire et de pouvoir gouverner sans l'opposition de la majorité acquise au clan Rajapaska,. Son manifeste propose également la rédaction puis son adoption par référendum d'une nouvelle Constitution instaurant un régime parlementaire avec un président de la République élu par le Parlement.
Pour certains analystes le nouveau président pourrait n'avoir que peu de marges de manœuvres du fait de la pression du FMI et de la situation économique du Sri-Lanka : le taux de pauvreté a grimpé de 11,3 % à près de 30 % entre 2019 et 2023 sous l'effet d'un programme d’austérité, entraînant une explosion de la malnutrition et de la déscolarisation des enfants ; des centaines de milliers de personnes ont perdu leur emploi et la dette atteint 101,4 milliards de dollars, soit 110 % du PIB à la fin 2023.

### Président de la République
Il entre en fonction le 23 septembre 2024. Le lendemain, il nomme Harini Amarasuriya au poste de Première ministre et dissout le Parlement pour organiser des élections anticipées.
Sans parlement, il instaure une pension de retraite universelle d’un montant de 3 000 roupies par mois, enclenche la « digitalisation totale de l’économie » qu’il espère effective d’ici trois ans et la renationalisation du service de délivrance des visas. Autre décision symbolique, la saisie de 4 000 hectares en friche appartenant au privé pour la distribuer en autant de parcelles de moins de 2 hectares à des petits exploitants.
La coalition de gauche du Pouvoir populaire national remporte une très large victoire aux élections législatives de novembre 2024 avec près de 62 % des suffrages. Elle remporte 159 sièges sur 225 au Parlement ainsi que vingt et une des vingt-deux circonscriptions électorales et réussit une percée spectaculaire dans le Nord auprès de la minorité tamoule où jamais un parti politique du Sud ne l’avait emporté. Son principal concurrent, le Samagi Jana Balawegaya de Sajith Premadasa, ne recueille que 17 % des voix.
Anura Kumara Dissanayaka et sa coalition ont mené campagne sur une promesse de rupture. Ils ont insisté sur la lutte contre la corruption qui mine le Sri-Lanka depuis des décennies et présenté des candidats pour la plupart novices en politique. Dissanayaka prévoit des réformes sociales et fiscales en faveurs des plus pauvres, notamment la réduction de la taxe sur la valeur ajoutée (TVA) sur les produits de première nécessité, et d’imposer les plus riches qui échappent à l’impôt. Il s'est employé à rassurer les marchés financiers et le patronat en s'engageant à ne pas annuler l’accord signé avec le Fonds monétaire international (FMI) par son prédécesseur, Ranil Wickremesinghe (2022-2024), mais seulement à l’amender.
Il souhaite aussi modifier la Constitution par référendum et revenir au système parlementaire d’avant 1978, Il s'est aussi engagé auprès de la minorité tamoule à rendre les terres occupées par les forces armées et de construire un pays où tous les citoyens seraient égaux, indépendamment de leur appartenance ethnique et de leur religion, des sujets très sensibles dans un pays encore marqué par une meurtrière guerre civile (1983-2009). 